# Vernonvilliers
Vernonvilliers è un comune francese di 86 abitanti situato nel dipartimento dell'Aube nella regione del Grand Est.

## Società

### Evoluzione demografica
Abitanti censiti